# سابرینا جانسون
سابرینا جانسون (انگلیسی: Sabrina Johnson؛ زاده ۲۹ ژوئیهٔ ۱۹۷۷) یک بازیگر پورنوگرافی اهل انگلستان است.